# KONARE
KONARE (akronym för Komiteti Nacional Revolucionar, på svenska Kommittén för nationell revolution) var början till den kommunistiska rörelsen i Albanien. Den inrättades 1925 i Wien i Österrike av albanska exilgrupper, däribland politikerna Fan Noli och Omer Nishani, för att opponera mot envåldshärskaren Ahmet Zogu. Kommittén utgav varje vecka en tidskrift i Genève, vilken visade en fientlig hållning mot Ahmet Zogu och hette Liria Kombëtare (på svenska Nationell Frihet). Denna kommitté tog kontakt med Tredje internationalen i Moskva och fick ekonomisk uppbackning. Även Ali Kelmendi var en tidig medlem i KONARE.